# Heilig Hartbeeld (Cuijk)
Het Heilig Hartbeeld is een standbeeld in de Nederlandse plaats Cuijk.

## Achtergrond
Het Heilig Hartbeeld was een geschenk in 1927 van de parochianen ter herinnering aan het 40-jarig priesterjubileum van pastoor A.J.H. Sengers. Het beeld werd door de Belgische beeldhouwer Aloïs De Beule gemaakt.

## Beschrijving
Een bronzen Christusfiguur staat met gespreide armen op een achthoekige sokkel van gefrijnd hardsteen. Het geheel is omheind met een achtkantig siersmeedijzeren hekwerk. Op de sokkel zijn de volgende teksten aangebracht: "H.Hart van Jezus laat toekomen Uw rijk" en" H.Hart van Jezus zegen onze parochie".

## Rijksmonument
Het beeldhouwwerk is erkend als rijksmonument, onder meer vanwege het" belang voor de typologische ontwikkeling van het H. Hartmonument. Het heeft kunsthistorisch belang als voorbeeld van het werk van het atelier De Beule. Het is gaaf bewaard gebleven en typologisch zeldzaam."